# Mar de Mirtos
El mar de Mirtos o de Mirtilos, Mirtoico o Myrteno (en griego: Mυρτώο Πέλαγος, Myrtöo Pelagos) es una subdivisión del mar Mediterráneo que se encuentra entre el archipiélago de las islas Cícladas y la península del Peloponeso. Se describe como la parte del mar Egeo que está limitada, al oeste, por la parte continental de Grecia —el Ática, y la Argólida— y la pequeña isla de Citera; y, al este, por un arco de pequeñas islas que pertenecen a la parte occidental de las Cícladas, que de norte a sur, son Kéa, Citnos, Serifos, Sifnos y Milos.
El golfo Sarónico, el golfo en el que está la ciudad Atenas, se encuentra entre el canal de Corinto y el mar de Mirtos y no formaría parte de este mar; si sería una parte del mar el golfo Argólico.
El mar de Mirtos comunica, al sur, con el mar de Creta, a través de mar abierto; al este, con el propio mar Egeo, a través de los estrechos entre las distintas islas de las Cicladas (estrechos de Kéa, Citnos, Serifos, Sifnos y Kimolos-Sifnos); y, al oeste, con el mar Jónico, a través del estrecho de Elafonissi, entre el continente y la isla de Citera.
En el extremo norte del mar de Mirtos se encuentran las islas de Spetses (27,12 km²) e Hidra (64,44 km²), así como la isla deshabitada de Dokos, que pertenecen a la región de Ática. En la entrada al golfo Sarónico está la isla de Agios Georgios. Hacia la mitad del mar hay tres pequeñas islas deshabitadas: Falkonera (1,29 km²), Karavi y Velopoula (1,86 km²).

## Nombres
Se dice que este mar fue nombrado por el héroe mítico Mirtilo, quien fue enviado a este mar por un enfurecido Pelops. El nombre también se ha relacionado con el de la doncella Myrto. También se dice que pudo haber derivado su nombre de una pequeña isla llamada Myrtus.